# Walter Donaldson (snookerspelare)
Walter Donaldson, född 2 februari 1907 i Coatbridge, Skottland, död 26 maj 1973 i Buckinghamshire, var en skotsk snookerspelare. Donaldson blev 1947 den förste spelare att vinna VM i snooker efter att sportens tidige dominant Joe Davis dragit sig tillbaka från VM efter sin sista seger 1946. Donaldson blev därmed den förste skotten av sammanlagt fyra som vunnit VM; han följdes av Stephen Hendry, John Higgins och Graeme Dott.
Donaldson blev professionell redan 1923 vid 16 års ålder. Han blev känd som en som jobbade hårt vid snookerbordet, och aldrig gav upp, trots att läget verkade hopplöst. Han blev även känd som en long potter, han lyckades ofta sänka bollarna från långt avstånd. Donaldson deltog i VM första gången 1933, och vann två titlar, 1947 och 1950. I VM 1946 åstadkom han ett break på 142, vilket då var världsrekord.
Donaldson drog sig tillbaka från snookern 1954, och dog 19 år senare i sitt hem i Buckinghamshire, 66 år gammal.

## Titlar
VM - 1947, 1950